# DUS Weert
De Ultieme Samenwerking Weert of DUS Weert is een lokale politieke partij in de Nederlandse gemeente Weert in de provincie Limburg. Ze is niet gebonden aan landelijke partijen of organisaties.
De partij ontstond in 2015 door een breuk in de fractie van de PvdA. DUS Weert deed als zelfstandige partij mee aan de gemeenteraadsverkiezingen van 2018 en behaalde drie zetels in de gemeenteraad. Bij de gemeenteraadsverkiezingen gemeenteraadsverkiezingen van 2022 werd dat aantal verdubbeld naar zes.